# Ricardo Quiñónez Lemus
Ricardo Quiñónez Lemus (ur. 5 stycznia 1965) – gwatemalski polityk, burmistrz miasta Gwatemala od 2018.

## Życiorys
Ukończył studia na Instytucie Technologii i Studiów Wyższych w Monterrey, zdobył licencjat z zarządzania biznesem, a magisterium obronił na uniwersytecie w Bridgeport.
W 1996 powołany na stanowisko dyrektora Prezydenckiej Komisji Modernizacji Krajowego Systemu Informacji Geograficznej, którą przekształcił w Instytut Geografii Narodowej. Do końca rządów Álvaro Arzú pełnił funkcję sekretarza generalnego ds. planowania gospodarczego. 
W 2003 został radnym miasta Gwatemala z ramienia Partii Unionistycznej. Reelekcję uzyskał w 2008, 2012 i 2016. W 2008 wybrany przewodniczącym rady miasta. W 2018 zaprzysiężony na stanowisko burmistrza po śmierci Álvara Arzú. 
16 czerwca 2019 zwyciężył w wyborach na stanowisko burmistrza Gwatemali. W 2023 z powodzeniem ubiegał się o reelekcję.